# 2014년 전미 비평가 협회상
제49회 전미 비평가 협회상은 2014년 최고의 영화를 기리기 위해 2015년 1월에 열린 시상식이다.

## 수상 및 후보

### 작품상
- 언어와의 작별 - 장 뤽 고다르 수상
- 보이후드 - 리처드 링클레이터
- 버드맨 - 알레한드로 곤잘레스 이냐리투
- 미스터 터너 - 마이크 리

### 감독상
- 보이후드 - 리처드 링클레이터 수상
- 언어와의 작별 - 장 뤽 고다르
- 미스터 터너 - 마이크 리

### 여우주연상
- 내일을 위한 시간 - 마리옹 꼬띠아르 수상
- 스틸 앨리스 - 줄리안 무어
- 언더 더 스킨 - 스칼렛 요한슨

### 남우주연상
- 미스터 터너 - 티모시 스폴 수상
- 로크 - 톰 하디
- 인히어런트 바이스 - 호아킨 피닉스
- 그랜드 부다페스트 호텔 - 랄프 파인즈

### 여우조연상
- 보이후드 - 패트리샤 아퀘트 수상
- 이다 - 아가타 쿠레샤
- 나이트 크롤러 - 르네 루소

### 남우조연상
- 위플래쉬 - J.K. 시몬스 수상
- 폭스캐처 - 마크 러팔로
- 버드맨 - 에드워드 노튼

### 각본상
- 그랜드 부다페스트 호텔 - 웨스 앤더슨 수상
- 인히어런트 바이스 - 폴 토마스 앤더슨
- 버드맨 - 알레한드로 곤잘레스 이냐리투 외 3명

### 촬영상
- 미스터 터너 - 딕 포프 수상
- 이민자 - 다리우스 콘지
- 언어와의 작별 - 파브리스 아라그노

### 다큐멘터리상
- 시티즌포 - 로라 포이트러스 수상
- 내셔널 갤러리 - 프레더릭 와이즈먼
- 더 오버나이터스 - 제시 모스